# 富蘭克林鎮區 (印地安納州亨德里克斯縣)
富蘭克林鎮區（英語：Franklin Township）是位於美國印地安納州亨德里克斯縣的一個行政鎮區。

## 地方資料
根據2010年美國人口普查的數據，富蘭克林鎮區的面積為68.57平方千米，當中陸地面積為68.46平方千米，而水域面積為0.11平方千米。當地共有人口1297人，而人口密度為每平方千米18.91人。